# 武陟県
武陟県（ぶちょく-けん）は中華人民共和国河南省焦作市に位置する県。県人民政府は木城街道にある。

## 行政区画
- 街道:木城街道、竜源街道、竜泉街道、木欒街道
- 鎮:詹店鎮、西陶鎮、謝旗営鎮、大封鎮、喬廟鎮、圪壋店鎮
- 郷:嘉応観郷、三陽郷、小董郷、大虹橋郷、北郭郷